# Unión por la Libertad
Unión por la Libertad, antes llamado Unión por Todos y Unión por Todos en la Coalición Cívica, es un partido político argentino liberal clásico con personería jurídica en Buenos Aires y en la provincia de Santa Fe. Fue fundado en el año 1997 y disuelto en 2018 en casi todos los distritos, Ciudad Autónoma de Buenos Aires, Provincia de Buenos Aires y Córdoba.
El partido en Buenos Aires es liderado por Patricia Bullrich, ministra de Trabajo durante la presidencia de Fernando de la Rúa y ministra de Seguridad durante la presidencia de Mauricio Macri.

## Ideología

El logo del partido hasta disolución.

En 2015 integró la alianza Cambiemos, que resultó ganadora de las elecciones de ese año, llevando como candidato a Mauricio Macri. A principios de 2016 modificó nuevamente su nombre por el de Unión por la Libertad, aunque siguió conservando su logo: una letra "U" mayúscula, con una pequeña Llama de la Libertad encima.
Desde 2007 hasta 2011, el partido integró la Coalición Cívica de Elisa Carrió. En el 2009 cambió su denominación partidaria y su logo  y pasó a llamarse Unión por Todos en la Coalición Cívica. Tras la renuncia de Elisa Carrió a la Coalición Cívica, la alianza con Unión por Todos se rompió.
Patricia Bullrich continuó al frente del liderazgo del partido, aunque desde 2011 era presidido por Juan Pablo Arenaza, legislador de la Ciudad de Buenos Aires.
En marzo de 2018, el partido acordó su disolución y su integración al PRO. Esta fusión fue aprobada en el Consejo Nacional del PRO el 9 de marzo de 2018. No obstante, el partido sigue existiendo en 2023 a nivel distrital, en las provincias de Santa Fe como Unión por la libertad y en Buenos Aires como Unión por Todos, este último integrante del frente La Libertad Avanza, que lleva como candidato al diputado nacional Javier Milei.

## Origen

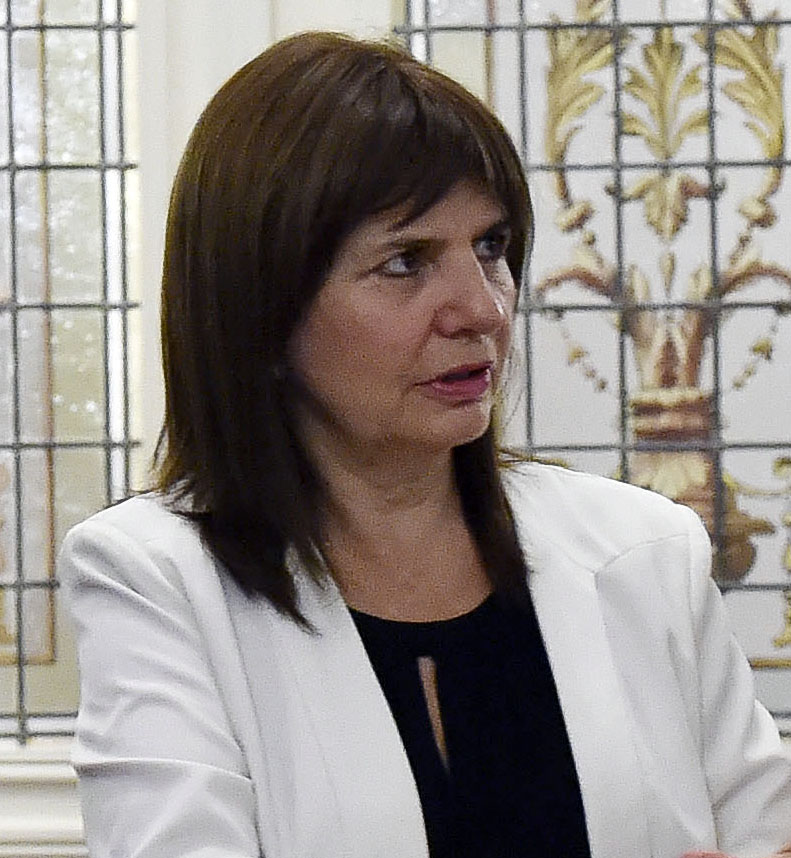
Patricia Bullrich, fundadora de Unión por la Libertad

Su líder Patricia Bullrich, fue durante varias décadas una dirigente del Partido Justicialista, perteneciente a la Tendencia Revolucionaria liderada por Montoneros, resultando elegida diputada nacional en 1993. En 1999 abandonó el peronismo para integrarse bajo el mandato de Fernando de la Rúa a la Alianza, siendo designada ministra de Trabajo por el presidente Fernando de la Rúa.
En septiembre de 2001 abandonó la Alianza para el Trabajo, la Justicia y la Educación para crear Fundación Ahora Argentina, antecedente inmediato de lo que en ese momento sería Unión por Todos.

## Actividad política

### 2003-2006
En las elecciones para jefe de Gobierno de la Ciudad de 2003, el partido realizó una coalición electoral con Recrear para el Crecimiento, partido liderado en ese momento por el exministro de Economía de la Alianza, Ricardo López Murphy, llevando a Patricia Bullrich como candidata a jefa de Gobierno. La coalición quedó en el cuarto lugar con el 9,8 %, detrás de Mauricio Macri (37 %), Aníbal Ibarra (33 %) y Luis Zamora (12,3 %).
Los legisladores porteños se separaron del partido en el curso de 2004, aliándose a otras fuerzas y dejando sin representación a ese partido en la legislatura de la Ciudad de Buenos Aires.

### 2007-2009
En las elecciones presidenciales de 2007 el partido se integró a la Coalición Cívica, formando una alianza electoral que presentó como candidata a Elisa Carrió, obteniendo el segundo lugar con 23%, detrás de Cristina Fernández (45%). En esas elecciones se obtuvo una banca de diputado nacional por la ciudad de Buenos Aires que le correspondió a Patricia Bullrich.
En las elecciones legislativas de 2009, el partido logró ganar una banca en la legislatura de la Ciudad de Buenos Aires de la mano de Juan Pablo Arenaza.

### 2009-2011
En las elecciones presidenciales de 2011, el partido continuó integrando la Coalición Cívica, que llevó a Elisa Carrió como candidata a Presidente.
Si bien la candidatura presidencial sacó el 1,82% de los votos a nivel nacional, Patricia Bullrich encabezó la lista de candidatos a Diputados Nacionales por la Ciudad de Buenos Aires y logró entrar como diputada nacional para el período 2011-2015 con el 6,61% de los votos.[cita requerida]
Después de las elecciones, y con la renuncia de Elisa Carrió a la Coalición Cívica, el partido fue expulsado de dicha coalición. En noviembre de 2011, Hilma Ré abandonó Unión por la Libertad para sumarse definitivamente a la Coalición Cívica.

### 2011-2018
Luego de que el partido fuera expulsado de la Coalición Cívica, comenzó una alianza con el partido Propuesta Republicana (PRO), del entonces jefe de Gobierno porteño, Mauricio Macri. En las Elecciones legislativas de 2013, Juan Pablo Arenaza fue tercero en la lista del PRO para la Legislatura de la Ciudad, encabezada por Iván Petrella. En 2013 Yamil Santoro, afiliado al partido de Patricia Bullrich organizador de las marchas contra el entonces gobierno nacional mantuvieron una reunión en Brasil con sectores vinculados a los fondos buitre y  grupos de lobby de acreedores quisieron brindarles financiamiento. Yamil Santoro, Maximiliano Mai y Lucho Bugallo, reconocieron el encuentro, que se produjo en San Pablo. Santoro, del partido político (Unión por Todos, de Patricia Bullrich), explicó además que el vínculo para la reunión fue a través de la American Task Force Argentina (ATFA), el principal grupo de lobby de los acreedores que no aceptaron el canje de la deuda.
En 2015 formó parte del frente Cambiemos junto al PRO, la Unión Cívica Radical y su ex socia, la Coalición Cívica ARI. También lo integraron el Partido Demócrata Progresista, el Partido Conservador Popular y el Partido Fe, entre otros. Se presentaron tres proto-fórmulas presidenciales para competir en las elecciones primarias de ese año: Mauricio Macri-Gabriela Michetti, por el PRO; Ernesto Sanz-Lucas Llach, por la UCR; y Elisa Carrió-Héctor Flores, por la CC-ARI; Unión por la Libertad, en el marco de su alianza con el PRO, apoyó la fórmula Macri-Michetti. Las tres listas de Cambiemos sumadas lograron el segundo lugar con el 30,12% de los votos totales, y la fórmula Macri-Michetti se quedó con la candidatura definitiva, sacando el 81,33% en la interna y el 24,5% del total. 
En las elecciones presidenciales de 2015, formó parte  
de la coalición política Cambiemos que triunfó consagrando a Mauricio Macri como presidente de la Nación.
En 2018 el partido y parte de sus integrantes se vio involucrado en la causa causa que apuntaba contra la posible comisión de los delitos de lavado de activos, falsificación de documento, violación de secretos y privacidad, usurpación de identidad y violación de la ley de financiamiento de partidos políticos a las autoridades del PRO en la provincia: a Vidal; su jefe de Gabinete, Federico Salvai; la flamante contadora general, María Fernanda Inza; y a los intendentes Jorge Macri (Vicente López) y Néstor Grindetti (Lanús). Finalmente, el letrado Alén señaló como responsables a María Eugenia Vidal (Presidenta del Partido Pro en la Provincia de Buenos Aires); María Fernanda Inza, Gabriel Maximiliano Sahonero y Darío Omar Duarte (responsables económicos del partido), los candidatos Esteban Bullrich, Gladys González, Graciela Ocaña, Héctor "Toty" Flores; y Carla Silvia Chaban y Alfredo Gabriel Irigoin (responsables económicos de la campaña realizada por la citada Alianza Cambiemos) y Patricia Bullrich.

### Actualidad como partido de distrito
Luego del rompimiento del partido en 2018, en la provincia de Santa Fe siguió operando a pesar de ello, formando distintas alianzas, por fuera de JxC hasta el día de hoy.
En las elecciones legislativas del 2021, integró la alianza Podemos, junto al Partido Autonomista, cosechando 31.763 votos, el equivalente al 1,75% del padron provincial.
En marzo de 2025, tras la expulsión de Patricia Bullrich del PRO, volvió a tener personería jurídica en Buenos Aires y se sumó como partido integrante de La Libertad Avanza

## Elecciones presidenciales
|  | 23.04 % |

|  | 1.82 % |

|  | 51.34 % |